# 春風亭柳枝 (7代目)
七代目 春風亭 柳枝（しゅんぷうてい りゅうし、1893年〈明治26年〉9月 - 1941年〈昭和16年〉1月14日）は、東京府出身の落語家。本名∶渡辺 金太郎。本所裏沢町の裏長屋に住んでいた。

## 経歴
1893年、旧東京府（現在の東京都）に生まれる。落語家になる前は茶番師をしていたとも、太神楽師をしていたとも、ドサ廻りの役者をしていたともされる。
1909年（明治43年）4月、5代目柳亭左楽に入門し、左太郎を名乗る。1916年〜1917年（大正5～6年）頃には福楽、1918年（大正7年）には楓枝を名乗った。1920年（大正9年）12月、雷門志ん橋、雷門三升、六代目春風亭梅枝、二代目柳亭痴楽、九代目司馬龍生、三遊亭圓都、春風やなぎと共に真打に昇進し、2代目柳亭痴楽を襲名する。1927年（昭和2年）11月に5代目柳亭芝楽を襲名し、1934年（昭和9年）11月には7代目春風亭柳枝を襲名した。
丸顔で出っ歯の愛敬ある顔立ちで、噺の合間に「エヘヘ」というフレーズを織り交ぜることから「エヘヘの柳枝」と呼ばれた。歌い調子のリズミカルな口調で滑稽噺を得意とし、レコード吹き込みも多く、将来を嘱望されていたが、病気のため49歳の若さで死去した。墓所は四谷西応寺。戒名は「東膠院釈柳枝居士」。

## 人物
- 妻は常磐津の岸沢式多女といい、女道楽の岸沢式多津と組んで高座を仲良く勤めていた。
- 本名（渡辺金太郎）が春風亭の先生こと六代目春風亭柳橋と同じである。
- のちにラジオやテレビで人気を得ることになる4代目柳亭痴楽は、自らの落語家人生をこの柳枝の門下でスタートさせている。